# Station Osterode am Harz Leege
Station Osterode am Harz Leege (Haltepunkt Osterode am Harz Leege, ook wel Osterode (Harz) Leege) is een spoorwegstation in de Duitse plaats Osterode am Harz, in de deelstaat Nedersaksen. Het station ligt aan de spoorlijn Seesen - Herzberg en is geopend in november 2004. Voor november 2004 waren er in Osterode twee stations, station Osterode (Harz) en station Osterode Süd. Deze lagen ongunstig in Osterode, hiervoor werd voor ongeveer €1 miljoen twee nieuwe haltes geopend waaronder de halte Osterode am Harz Leege.

## Indeling
Het station beschikt over één zijperron, die niet is overkapt maar voorzien van abri's. Het perron is te bereiken vanaf de straat Herzberger Landstraße, hier bevinden zich ook een parkeerterrein, een fietsenstalling en een bushalte. 

## Verbindingen
De volgende treinserie doet het station Osterode am Harz Laage aan:
| Serie | Treinsoort                   | Route                                                                                        | Bijzonderheden                  |
| ----- | ---------------------------- | -------------------------------------------------------------------------------------------- | ------------------------------- |
| RB 46 | Regionalbahn (DB Regio Nord) | Braunschweig Hbf – Salzgitter-Ringelheim – Seesen – Osterode am Harz Leege – Herzberg (Harz) | 1x per twee uur in het weekend. |